# Heteroleuca similipennis
Heteroleuca similipennis är en fjärilsart som beskrevs av Paul Dognin 1913. Heteroleuca similipennis ingår i släktet Heteroleuca och familjen mätare. Inga underarter finns listade i Catalogue of Life.